# Анрио H-26
Анрио H-26 (фр. Hanriot H-26) је ловачки авион направљен у Француској. Авион је први пут полетео 1923. године. 

Није уведен у производњу због недовољних летних особина и компромисних конструктивних решења, која су утицала на видљивост из кабине и хлађење мотора.
Највећа брзина у хоризонталном лету је износила 260 km/h. Размах крила је био 9,05 метара а дужина 7,35 метара. Маса празног авиона је износила 820 килограма а нормална полетна маса 1150 килограма. Био је наоружан са 2 митраљеза калибра 7,7 милиметара.

## Наоружање
| Наоружање авиона: Анрио        |     |
| Ватрено (стрељачко) наоружање  |     |
| Топ                            |     |
| Митраљез                       |     |
| Број и ознака митраљеза        | 2   |
| Калибар                        | 7,7 |
| Бомбардерско наоружање (бомбе) |     |
| Ракетно наоружање (ракете)     |     |